# Michael Hiltner
Michael Beckwith Hiltner (nascido em 7 de março de 1941) é um ex-ciclista olímpico estadunidense. Representou sua nação nos Jogos Olímpicos de Verão de 1960 e 1964.